# Isodynaam
Een isodynaam is een lijn van plaatsen waarbij de horizontale intensiteit H van het aardmagnetisch veld gelijk is. Op de polen is H nul en op breedten groter dan 70° is deze al zo klein dat een magnetisch kompas niet bruikbaar meer is.